# Giacomo III Crispo
Giacomo III Crispo (fallecido en 1480) fue duque de Naxos desde 1463 hasta 1480.
Sucedió a su padre Francesco II Crispo.

## Orígenes
Los Crispo probablemente provenían de Verona. Francesco I Crispo, fundador de la dinastía era señor de Milo, por tanto vasallo del duque de Naxos y pariente por matrimonio. Se apoderó del trono de Naxos después de haber asesinado al legítimo duque Nicolás III dalle Carceri. Su hijo Giacomo I Crispo profundizó su legitimidad al casarse con Fiorenza Sommaripa, nieta de Fiorenza Sanudo. A diferencia de los Sanudo, los Crispo aplicaron la ley sálica excluyendo a las mujeres de la herencia. Giacomo solo tenía dos hijas, por lo que fue su hermano Giovanni II Crispo quien lo sucedió, luego el ducado pasó al hijo de Giovanni: Giacomo II Crispo, luego a su hijo, Gian Giacomo Crispo, un niño póstumo. La regencia fue asegurada primero por sus tíos abuelos Nicolás y Guillermo. Después de la muerte de Gian Giacomo, de siete años, la ley sálica hizo que el ducado pasara al hombre más cercano, el regente Guiglelmo. Se aplicó de nuevo porque Guiglelmo solo tenía una hija legítima. Uno de sus sobrinos, Francisco, lo sucedió, tras el acuerdo de las autoridades venecianas. Sin embargo, Francesco II Crispo estaba muy enfermo. Murió de camino a Corone para recibir tratamiento. Su hijo, menor de edad, Giacomo le sucedió.

## Duque de Naxos
La regencia estuvo a cargo de la madre de Giacomo III.
La guerra acababa de reanudarse entre Venecia y los otomanos. El ducado envió algunas galeras para unirse a la flota veneciana en Nauplia. En 1470, cayó Negreponte (antiguo nombre de Eubea), un bastión veneciano en el Egeo, que abría todo el mar a los barcos otomanos. En 1475, Naxos tuvo que sufrir una incursión y fue saqueada. La paz se firmó en 1479.
El regreso de la paz permitió a Giacomo considerar con más serenidad el matrimonio de su hija Fiorenza con el señor de Santorini, Domenico Pisani. Quería mostrar el poder de su ducado organizando la ceremonia más lujosa posible. Toda la nobleza del archipiélago, amigos y familiares asistieron a las festividades que duraron un mes completo.
Al año siguiente, Giacomo III murió. Como no tenía hijo, se aplicó la ley sálica y le sucedió su hermano Giovanni III Crispo.